# Olli Rehn
Olli Ilmari Rehn (* 31. března 1962, Mikkeli, Finsko) je finský a evropský politik, v současné době člen Evropské komise zodpovědný za oblast hospodářské a měnové politiky EU.

## Vzdělání
Vystudoval ekonomiku, mezinárodní vztahy a žurnalistiku na Macalester College v Saint Paul (Minnesota, USA). Následně pak studoval politické vědy na Helsinské univerzitě a získal titul PhD. na universitě v Oxfordu .

## Politická kariéra

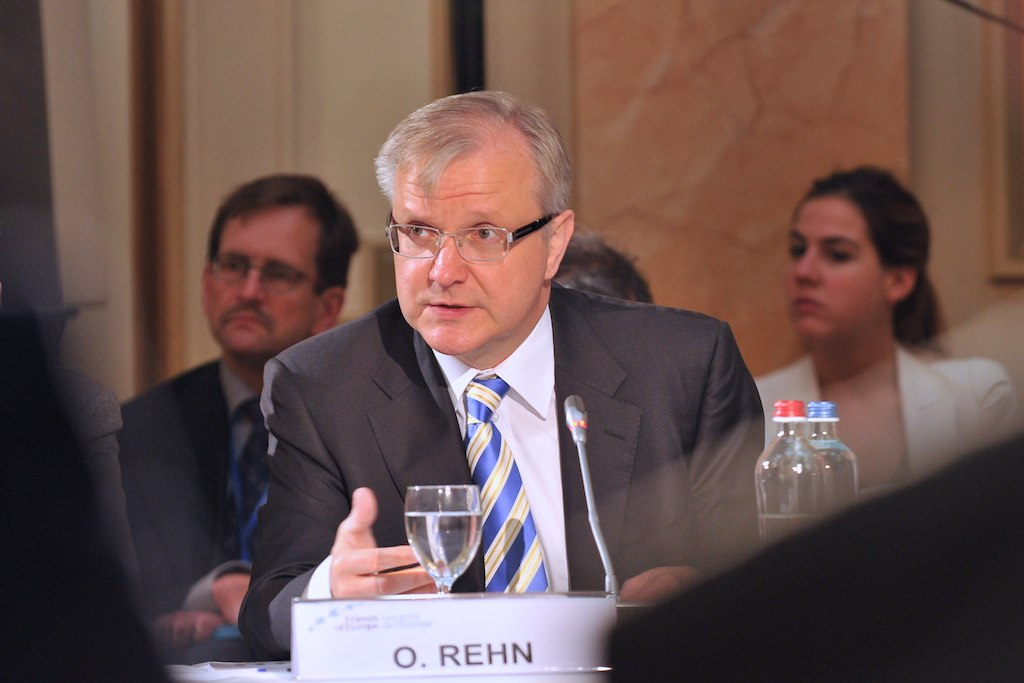
Olli Rehn

### Ve Finsku
Již jako student vstoupil do Suomen Keskusta (Centristické strany) a od roku 1987 by předsedou její mládežnické organizace. V letech 1988 až 1994 byl místopředsedou strany. V roce 1991 byl zvolen poslancem finského parlamentu a v letech 1992 až 1993 byl poradcem finského premiéra Esko Aha.

### V Evropské unii
V roce 1995 byl zvolen do Evropského parlamentu, kde se stal členem liberální frakce. V letech 1998 až 2002 vedl kabinet finského komisaře Liikanena v Prodiho komisi a později se sám stal na několik měsíců (od července do listopadu 2004) členem Evropské komise zodpovědným za oblast podnikání a informatiky. Od listopadu 2004 se stal členem nové komise v čele s José Barrosem a jeho portfóliem se stalo rozšiřování EU. V "druhé Barrosově" komisi (od února 2010) je komisařem pro hospodářské a měnové záležitosti.